# Pío del Río Hortega

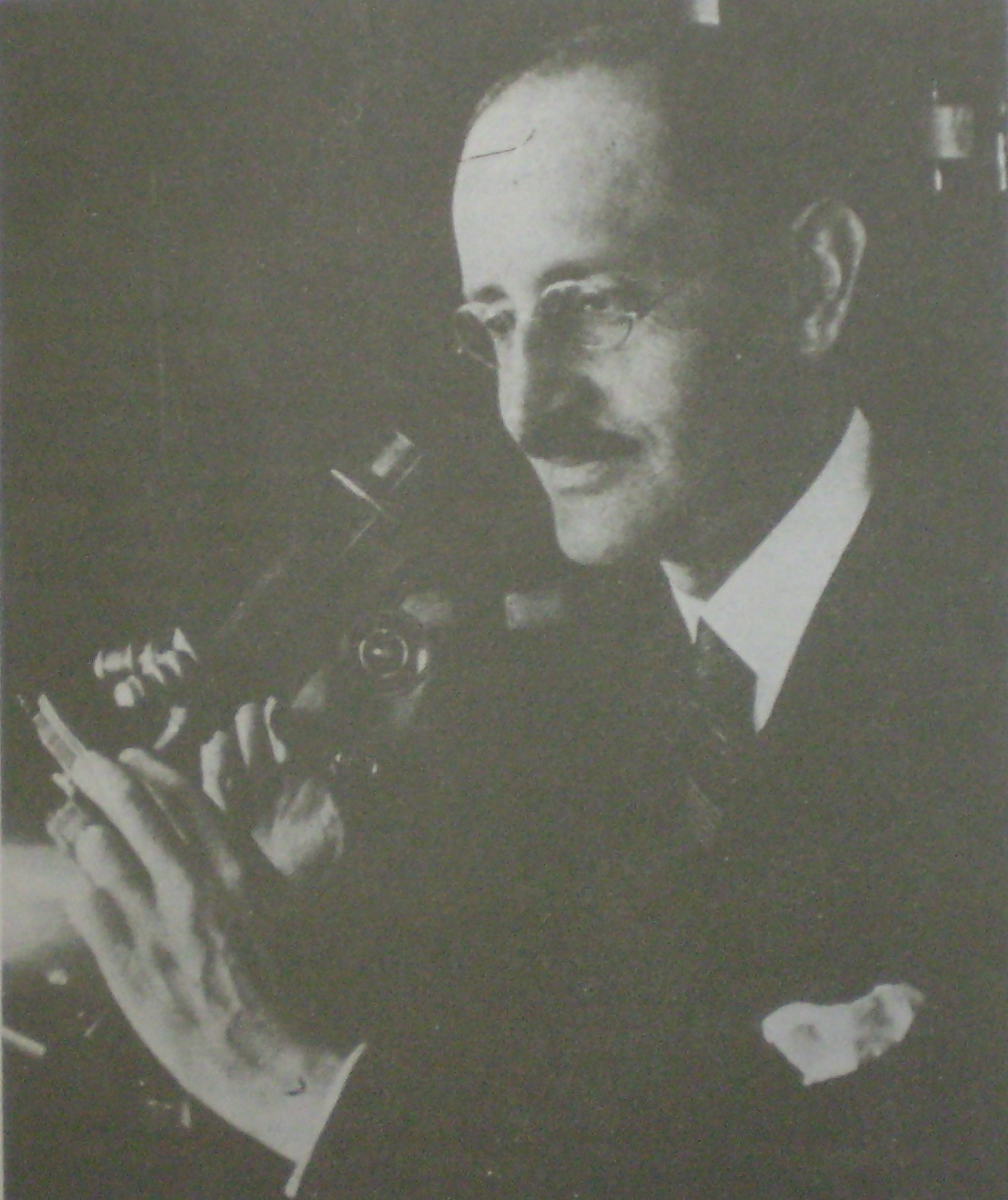
Pío del Río Hortega 1924 in seinem Labor.

Pío del Río Hortega (* 5. Mai 1882 in Portillo (Valladolid, Spanien); † 1. Juni 1945 in Buenos Aires, Argentinien) war ein spanischer Mediziner, Histologe und Anatom.

## Leben
Seine Eltern waren Juan del Río und Dolores Ortega. Das Ehepaar hatte acht Kinder: María, León, Felisa, Pío, Julián, Catalina, Julia und Gerardo.
Río Hortega begann sein Medizinstudium in Valladolid und erhielt 1907, obgleich er wenig Interesse zeigte, als niedergelassener Arzt zu arbeiten, eine der wenigen Stellen als Titulararzt. 1909 ging er nach Madrid, um dort seine Promotion mit dem Titel „Ursachen und pathologische Anatomie der Tumoren des Gehirns“ („Causas y anatomía patológica de los tumores del encéfalo“). Zu seinen Lehrern zählte u. a. der Histologe Leopoldo López García (1854–1932).
1913 erhielt er ein Stipendium, und erweiterte seine Kenntnisse in verschiedenen Institutionen, unter anderem in London und Paris. Zurück in Madrid arbeitete er von 1914 bis 1917 im Institut von Santiago Ramón y Cajal unter dem Lehrer Nicolás Achúcarro (1880–1918) und übernahm seine Position bei dessen Tod im Jahre 1918. 1928 wurde er Manager und im Jahre 1931 Direktor des Nationalen Krebsinstitut in Madrid.
Río Hortega besuchte viele europäische und lateinamerikanische Universitäten und Konferenzen um Vorträge über seine Entdeckungen zu halten. Er wurde 1929 und 1934 für den Nobelpreis vorgeschlagen, erhielt ihn jedoch nicht.
Seine liberalen Ideen bewogen ihn bald dazu, Spanien (siehe Spanischer Bürgerkrieg von 1936 bis 1939) zu verlassen. 1937 ging er nach Paris und arbeitete und 1938 zog er nach Oxford, um dort ein pathologisches neurohistologisches Labor zu leiten. Die Universität von Oxford verlieh ihm den Ehrendoktor (Dr. h. c.).
Im Jahr 1940 begab er sich nach Buenos Aires, wo er 1945 an einem selbst diagnostizieren Krebsleiden starb. Er wurde auf dem Friedhof der Stadt Buenos Aires beigesetzt. 1986 erfolgte eine Umbettung auf den Friedhof („Panteón de Hombres Ilustres“) von Valladolid.

## Werk
Nach Ramón y Cajal ist Río Hortega einer derjenigen Mediziner, die den Ruf der sogenannten Spanischen Histologischen Schule am meisten prägten. Jedoch ist sein Prestige im Wesentlichen auf die Histologie beschränkt, was vor allem darin begründet ist, dass er, im Unterschied zu seinen Kommilitonen, die sich nach dem Studium der Histologie und pathologischer Anatomie den klinischen Fächern widmeten, bis zu seinem Abschluss weiter im Histologischen Labor forschte.
Río Hortega gilt als Entdecker (1919–1921) der Mikrogliazellen (zunächst Hortega-Zellen genannt) und der Oligodendrozyten. Bis zu seiner Entdeckung wurde angenommen, dass es im Gehirn nur zwei Zelltypen gibt, die Neuronen und die Astrozyten. Obwohl es schon zuvor Beobachtungen gab, die auf weitere Zelltypen im Gehirn hinwiesen. So wurde z. B. von Ramón y Cajal, der Terminus Technicus „Glia adendritica“ für amöboide (= rund / oval) Gliazellen im Gehirn geprägt (adendritica = ohne Dendriten (Verzweigungen)). Mikroglia weisen im aktivierten Zustand eine amöboide Zellform (Morphologie) auf und besitzen nur im ruhenden Zustand dendriten-ähnliche Ausläufer.
Río Hortega nutzte für seine Forschungen eine histologische Färbung (Silberkarbonatmethode) von fixierten Zellen, die Nicolás Achúcarro zuerst entwickelt hatte, jedoch konnte er diese entscheidend verfeinern, und so gezielt Strukturen und Zellen unter dem Mikroskop erkennen.
Die Entdeckungen von Río Hortega ermöglichten neben einer genaueren allgemeinen Histologie insbesondere die genaue Klassifizierung von Gehirntumoren. So unterschied 1846 zwar bereits Rudolf Virchow bestimmte Tumorarten, die er der sogenannten Neuroglia zuschrieb, von der Großgruppe der Sarkome (neuronale Turmore), und hatte die Termini Technici Glia und Gliom geprägt, jedoch ermöglichte erst die Arbeit von Río Hortega eine pathologisch und histologisch differenzierte Beschreibung der Gliome (gliale Tumore).